# Glochidion lanceolarium
Glochidion lanceolarium là một loài thực vật có hoa trong họ Diệp hạ châu. Loài này được (Roxb.) Voigt mô tả khoa học đầu tiên năm 1845.